# 萃英中学旧址
萃英中学旧址位于江苏省苏州市姑苏区义慈巷15号，苏州市第五中学内。建于民国年间，为苏州市文物保护单位。

## 历史
萃英书院建立于清光绪十八年（1892年），由美国基督教北长老会传教士海依士博士创校。先在苏州城内数地陆续办学，1904年搬至现址，后因经费问题一度停办。1911年恢复办学并改名萃英中学，海依士任首任校长。萃英中学在1952年与1942年创办的圣光中学合并，形成现在的苏州市第五中学。
萃英中学是苏州教育史上由外国教会最早建立的一批教会学校之一，其教学理念先进，人才辈出，叶楚伧曾题词为“尽东南之美”。
萃英中学旧址主要包含校内的萃泓楼、萃泽楼、萃英楼、萃渊楼四座建筑，均建于1921年至1933年间。
- 萃泓楼：建于1921年，二层欧式青砖建筑，设回廊、铁栏杆，2009年整修。
- 萃泽楼：建于1921年，二层红砖建筑，西式门楼，2006年整修。
- 萃英楼：建于1922年，二层红砖建筑，带飘窗及镂空阳台门楼，2008年整修。
- 萃渊楼：建于1926年，至1933年扩建完成，三层红砖建筑，北面为礼堂，设观礼台。萃渊楼曾遭日军轰炸毁损，后修复。[4]